# Episodi di Life in Pieces (prima stagione)
La prima stagione della serie televisiva Life in Pieces, composta da 22 episodi, è stata trasmessa negli Stati Uniti per la prima volta dall'emittente CBS dal 21 settembre 2015 al 31 marzo 2016.
In Italia, la stagione va in onda in prima visione satellitare su Fox, canale a pagamento della piattaforma Sky, dal 13 maggio al 12 agosto 2016.
| n. | Titolo originale                      | Titolo italiano                  | Prima TV USA      | Prima TV Italia |
| -- | ------------------------------------- | -------------------------------- | ----------------- | --------------- |
| 1  | Pilot                                 | Il primo appuntamento            | 21 settembre 2015 | 13 maggio 2016  |
| 2  | Interruptus Date Breast Movin'        | Storie di famiglia               | 28 settembre 2015 | 20 maggio 2016  |
| 3  | Sleepy Email Brunch Tree              | Parenti serpenti                 | 5 ottobre 2015    | 27 maggio 2016  |
| 4  | Prison Baby Golf Picking              | Il triangolo                     | 12 ottobre 2015   | 3 giugno 2016   |
| 5  | Babe Secret Phone Germs               | Scoperte casuali ma non troppo   | 19 ottobre 2015   | 10 giugno 2016  |
| 6  | Ponzi Sexy Paris Bounce               | Errori e bruciori                | 5 novembre 2015   | 17 giugno 2016  |
| 7  | Nanny Tent Earrings Cheeto            | Tata cercasi                     | 12 novembre 2015  | 24 giugno 2016  |
| 8  | Godparent Maze Mexican Farts          | Il mercato messicano             | 19 novembre 2015  | 24 giugno 2016  |
| 9  | Hospital Boudoir Time-Out Namaste     | Sexy Book                        | 26 novembre 2015  | 1º luglio 2016  |
| 10 | Vasectomy Pong Burn Milkshake         | Milkshake                        | 10 dicembre 2015  | 1º luglio 2016  |
| 11 | College Stealing Santa Caroling       | Canti di Natale                  | 17 dicembre 2015  | 8 luglio 2016   |
| 12 | Bite Flight Wing-Man Bonnie           | Vecchie mogli, nuovi guai        | 7 gennaio 2016    | 8 luglio 2016   |
| 13 | Party Lobster Gym Sale                | Aragosta per cena?               | 14 gennaio 2016   | 15 luglio 2016  |
| 14 | Will Trash Book Spa                   | Il testamento                    | 21 gennaio 2016   | 15 luglio 2016  |
| 15 | Soccer Gigi TV Mikey                  | Il cugino Mikey                  | 4 febbraio 2016   | 22 luglio 2016  |
| 16 | Tattoo Valentine Guitar Pregnant      | A ciascuno il suo San Valentino  | 11 febbraio 2016  | 22 luglio 2016  |
| 17 | Hair Recital Rainbow Mom              | I 70 anni di John                | 18 febbraio 2016  | 29 luglio 2016  |
| 18 | Sexting Mall Lemonade Heartbreak      | Il destinatario sbagliato        | 25 febbraio 2016  | 29 luglio 2016  |
| 19 | Pestilence War Famine Death           | Cena di famiglia                 | 3 marzo 2016      | 5 agosto 2016   |
| 20 | Prank Assistant Gum Puppy             | Non si finisce mai di conoscersi | 10 marzo 2016     | 5 agosto 2016   |
| 21 | Cinderella Fantasy Prom Dougie Part 1 | La magia di Cenerentola          | 31 marzo 2016     | 12 agosto 2016  |
| 22 | Crytunes Divorce Tablet Ring Part 2   | Piccole bugie                    | 31 marzo 2016     | 12 agosto 2016  |